# Xã Pottawatomie, Quận Franklin, Kansas
Xã Pottawatomie (tiếng Anh: Pottawatomie Township) là một xã thuộc quận Franklin, tiểu bang Kansas, Hoa Kỳ. Năm 2010, dân số của xã này là 605 người.